# انقلاب نیکاراگوئه ۱۹۶۱

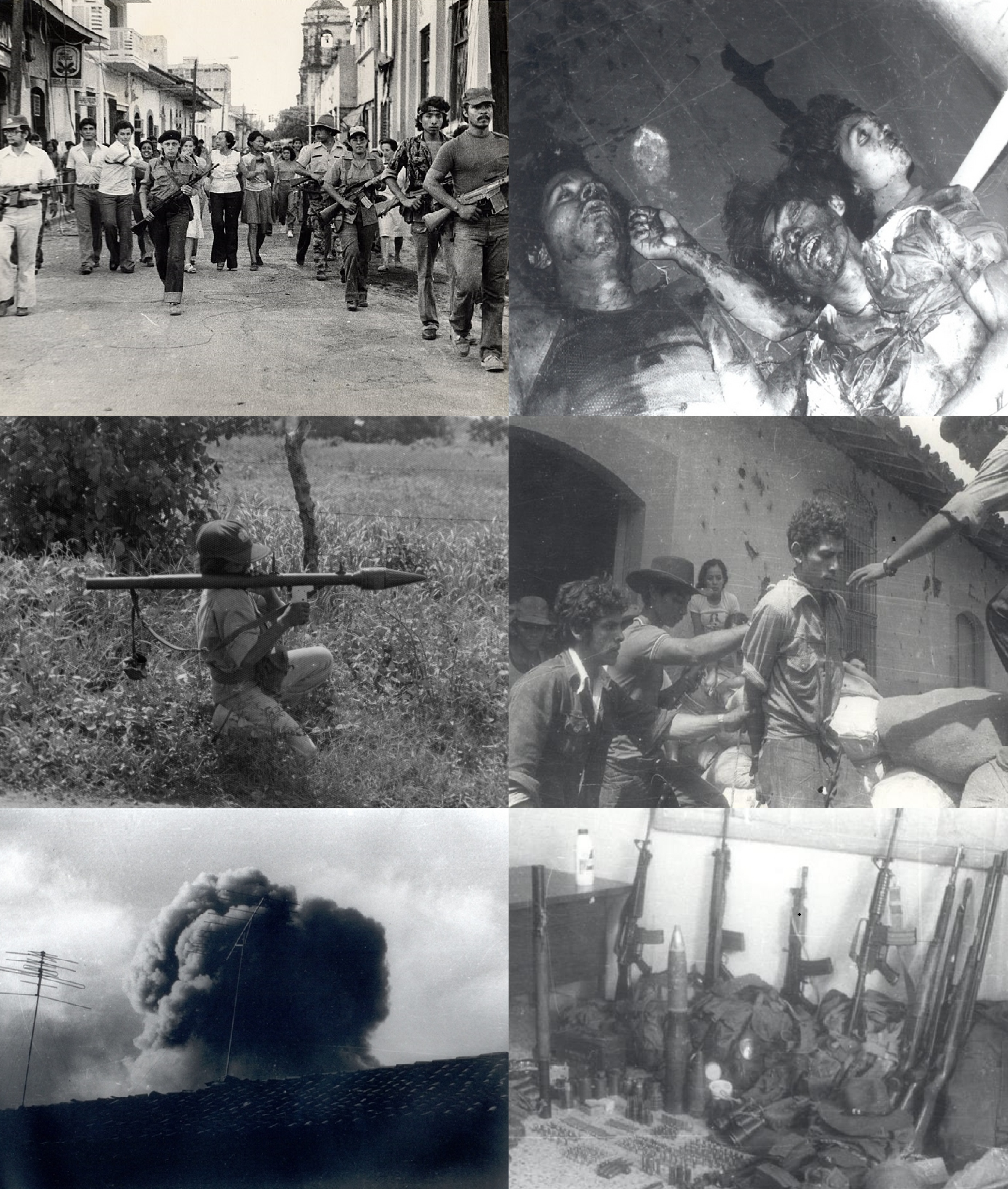
انقلاب نیکاراگوئه ۱۹۶۱

انقلاب نیکاراگوئه شامل مخالفت‌های فزاینده علیه دیکتاتوری سوموزا در دهه‌های ۱۹۶۰
و ۱۹۷۰ بود که تحت رهبری جبهه آزادیبخش ملی ساندینیستا (FSLN) برای سرنگونی دیکتاتوری در ۱۹۷۸–۱۹۷۹ برای حکومت نیکاراگوئه بود. بعد از آن جنگ کنترا بین دولت نیکاراگوئه تحت رهبری ساندینیستا و کنتراهای تحت حمایت ایالات متحده از سال ۱۹۸۱ تا ۱۹۹۰ به راه افتاد. انقلاب دوره مهمی در تاریخ نیکاراگوئه را رقم زد و این کشور را به عنوان یکی از میدان‌های جنگ نیابتی اصلی جنگ سرد نشان داد و توجه بین‌المللی زیادی را به خود جلب کرد.
انقلاب نیکاراگوئه و سرنگونی رژیم سوموزا در سال‌های ۱۹۷۸–۱۹۷۹ و جنگ کنترا در دهه ۱۹۸۰ جان ده‌ها هزار نفر از مردم نیکاراگوئه را گرفت و موضوع بحث‌های شدید بین‌المللی بود و درنهایت به دلیل آشفتگی سیاسی، اقتصاد و دولت نیکاراگوئه رو به زوال رفت.